# Granzon
Le Granzon est un ruisseau français qui coule dans le département de l'Ardèche en région Auvergne-Rhône-Alpes.

## Géographie
Le Granzon prend sa source au niveau du hameau de Brahic sur la commune des Vans. Il coule en direction de l'est et se jette dans le Chassezac sur le territoire de la commune de Berrias-et-Casteljau après 14,8 km parcourus. 

### Communes traversées
Dans le seul département de l'Ardèche, le Granzon traverse trois communes : Les Vans, Banne et Berrias-et-Casteljau.

## Principaux affluents
- Le ruisseau de l'Oulette, 2,46 km[2]
- Le ruisseau de la Charbonnière, 2,91 km[2]
- Le ruisseau de Claveysson, 4,69 km[2]
- Le ruisseau des Esqueyras, 2,39 km[2]
- Le ruisseau de Coussoulas, 2,44 km[2]
- Le ruisseau de Graveyron, 4,75 km[2]